# پیام‌رسان ابری گوگل
پیام‌رسان ابری گوگل (به انگلیسی: Google Cloud Messaging) یک سرویس است که به توسعه دهندگان کمک می‌کند تا اطلاعات را از سرور به اپلیکیشن‌های اندرویدی، اپلیکیشن‌های کروم یا افزونه‌هایشان ارسال کنند این نرم افزار  منسوخ شده و با نرم افزار Firebase Cloud Messaging جایگزین شده است.